# Пехота (деревня)
Пехота — деревня в Мордовском районе Тамбовской области России. Входит в состав Новопокровского поссовета.

## География
Деревня находится в юго-западной части региона, в лесостепной зоне, в пределах Окско-Донской низменной равнины, на правом берегу Пласкуши напротив южной части села Павловка и чуть выше восточной части села Михайловка, в 17 км к северо-востоку от Мордово и в 67 км к юго-западу от Тамбова.

## Население
| 2010 |
| ---- |
| 10   |

## Инфраструктура
Было развито коллективное сельское хозяйство.

## Транспорт
Дорог с твёрдым покрытием нет. Имеется мост через реку на северной окраине деревни, в 400 м севернее него находится мост на подъездной дороге к Павловке от автодороги Воронеж — Тамбов.
Ближайшая ж.-д. станция Малая Даниловка (на линии Липецк — Волгоград) находится в 15 км к югу от деревни.